# دلال خيرو
دلال خيرو (ولدت في عام 1997) هي امرأة يزيدية من شمال العراق؛ فرّت إلى ألمانيا بعد هروبها من داعش. ففي الرابع من شهر أغسطس من عام 2014 غزا داعش قريتها واختطفوها. كانت تبلغ من العمر 17 سنة وأمضت 9 أشهر في الأسر، ثم أُجبرت دلال على الزواج من تسعة رجال مختلفين وتم اغتصابها مرارًا وتكرارًا. لم تكن دلال الضحية الوحيدة التي تم اختطافها من قِبل الدولة الارهابية داعش فهناك 4000 من النساء والأطفال المحتجزون لديهم كرهائن، دلال فقدت عائلتها فأُختها مفقودة واخاها توفي وتم نقل والدتها إلى سوريا.
قالت دلال أنه قبل وصول داعش إلى قريتها أخبرهم أحد الجيران أنهم قادمون؛ لكنهم اعتقدوا أنه يجب ألَّا يخافوا على حياتهم من داعش، فكل ما يجب فعله هو رفع الراية البيضاء وعدم رفع أي سلاح أو ارتداء زي عسكري لأنه «لن يجتمع قادة قوات داعش إلا مع رئيس البلدية في المقهى المحلي، وسنواصل حياتنا بسلام».
لكنهم أفسدوا في قريتها وقاموا بفصل الرجال عن النساء، فالرجال كانوا أسرى ليتم ذبحهم بانتظام والنساء كانوا عبيد للجنس والأعمال المنزلية.
نشرت مذكرات دلال خيرو بعنوان، وأبقى ابنة الضوء (German: Ich bleibe eine Tocher des Lichts)، في 2016 باسمٍ مستعار «شيرين»

## جوائز تقديرية
في شباط 2017، تسلّمت جائزة حقوق المرأة في قمة جنيف لحقوق الإنسان والديمقراطية التاسعة عشرة. وعبرت دلال عن تجربتها بالحلوة والمرة لأن أختها وأمها لم تستطيعا أن يكونا معها. [بحاجة لمصدر]

## تعليمها
بعد التجربة القاسية التي مرت بها دلال قررت أن تدرس المحاماة للدفاع عن حقوق المرأة.